# NGC 6007
NGC 6007 is een balkspiraalstelsel in het sterrenbeeld Slang. Het hemelobject werd op 2 juni 1864 ontdekt door de Duitse astronoom Albert Marth.

## Synoniemen
- UGC 10079
- MCG 2-40-18
- ZWG 78.95
- IRAS15510+1206
- PGC 56309